# Contea di Mineral (Virginia Occidentale)
La contea di Mineral ( in inglese Mineral County ) è una contea dello Stato della Virginia Occidentale, negli Stati Uniti. La popolazione al censimento del 2000 era di 27 078 abitanti. Si trova nel panhandle orientale dello stato e il capoluogo di contea è Keyser.